# Мігель Сервет
Міге́ль Серве́т, якого іспанці також називають: Міге́ль де Вільянуе́ва, його справжнє ім'я було Міге́ль Серве́то-і-Коне́са, а прізвисько Revés (Реве́с) «Виворіт», «Зворотний бік» (ісп. Miguel Serveto y Conesa, лат. Michael Servet), 29 вересня 1511, Вільянуева-де-Сіхена, Уеска (провінція) — 27 жовтня 1553, Женева) — іспанський теолог-антитринітарій, лікар і науковець.
До кола його інтересів належало багато наук: астрономія, метеорологія, географія, правознавство, теологія, біблеїстика, математика, анатомія і медицина. Він вперше висунув ідею про існування малого кола кровообігу і здогадався про його фізіологічне значення.

## Життєвий шлях
Мігель Сервет народився в Іспанії — в сім'ї нотаріуса, ревного католика. Батько Сервета був досить освіченою людиною і став першим вчителем для свого сина, потім він віддав малого Мігеля до школи. Вчителі високо оцінили здібності підлітка, що виділявся серед інших учнів незвичайною пам'яттю (він оволодів грецькою, давньоєврейською мовами, латиною), живою уявою і сердечністю. Коли Мігелю сповнилось 15 років, батько відправив сина в Тулузький університет, щоб той отримав там професію юриста. Сервет був допитливим, завзятим і наполегливим студентом, знамениті професори помічали його завзяття і передбачали йому успіх в майбутньому.
У Тулузі студент Сервет знайомиться з Хуаном Кінта́ною — духівником і секретарем іспанського короля Карла V, і той став покровителем духовної кар'єри юнака. Тулузький університет у першій половині XVI століття був не тільки науковим центром, але й ареною гострої ідеологічної боротьби між католиками і протестантами, хоча про вільну полеміку не могло бути й мови. Суворий нагляд інквізиції не створював навіть вигляду свободи, але саме в цьому університеті Сервету вдалось познайомитись зі вченнями різних напрямків християнства. Знання мов дозволило йому читати Старий і Новий заповіти в оригіналі і порівнювати різні переклади.
Сервет читав книги гуманістів, промови Мартіна Лютера, трактати з історії церкви, спілкувався з письменниками і вченими, богословами і громадськими діячами, скромними ремісниками і селянами, багато мандрував. Він хотів з'ясувати, чи була між раннім та сучасним йому християнством різниця, тому його дуже цікавили суперечки між католиками і протестантами, бо він прагнув зрозуміти, хто з них правий. Мігель Сервет шукав відповідь у релігійних книгах, вивчав історію християнства, насамперед римсько-католицької церкви і, звичайно, Біблію. Також цікавився астрологією.

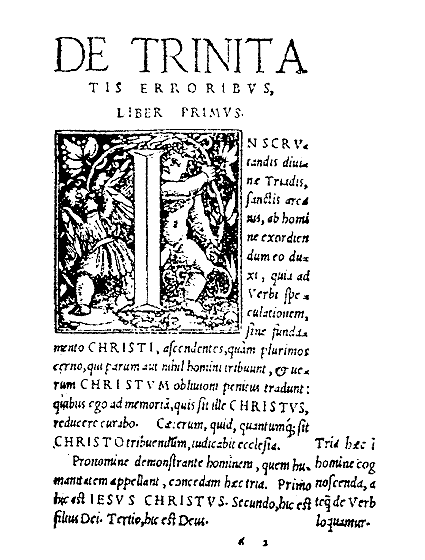
Титульна сторінка «Про помилки вчення про Трійцю»

Вивчаючи текст Біблії та історію, Сервет дійшов до висновку, нібито в перші три століття нашої ери християнство було перекручено. Він наполягав, що Костянтин і його наступники підтримували, на його думку, хибні релігійні вчення, в результаті чого був прийнятий догмат про Трійцю. У 1531 році Сервет опублікував працю «Помилковість троїчності» («Про помилки вчення про Трійцю»), за яку його стала переслідувати інквізиція. Після виходу цієї книги Сервет змушений був покинути Іспанію. Через рік він надрукував ще одну працю «Два діалоги про природу і чотири розділи про справедливість царства Христового».
У 1532 році під іменем Михайла Вілланови (Мішель Вілланованус), (вигадане прізвище було перекрученою назвою його рідного міста, а Мішель є французьким варіантом його імені) він з'явився в паризькому коледжі Кальві. У Парижі він зосередився на вивченні природничих наук, математики і медицини; не пропускав жодної лекції знаменитих професорів, вивчав праці древніх мислителів і сучасників-природознавців, брав участь в учених диспутах. Він отримав декілька наукових ступенів в тому числі з медицини. У Парижі він проводив розтин тіл, вивчаючи практичну анатомію. Саме так він і зробив своє відоме відкриття, яке потім описав у книзі «Відновлення християнства», за 75 років до Вільяма Гарвея, який описав всю кров'яно-судинну систему тіла: мале коло кровообігу. Бідність не давала йому змоги присвятити більше часу науці, і тоді він вирішив знайти собі роботу. В 1532 році робота знайшлась в Ліоні, де Сервета прийняли коректором у типографію, що видавала різні наукові праці. Читаючи коректури цих видань, саме тут він познайомився з працями багатьох древніх і тогочасних учених; нерідко він також складав коментарі до видань. Працював він у топографії три роки. Відомо, що він підготував видання «Географії» Птолемея. Ця праця виявилась настільки чудовою, що деякі стали звати Сервета батьком порівняльної географії і етнографії. У цій праці він відновив пріоритет Христофора Колумба у відкритті Америки. Також з-під пера цього науковця вийшла праця «Про медичні сиропи». Там він уперше згадав про важливість деяких органічних сполук (які сьогодні називають вітамінами) для здоров'я людини, а також виклав новий підхід до застосування ліків. Таке ґрунтовне медичне дослідження зробило Сервета піонером у галузі фармакології,.
У Ліоні Сервет серйозно захопився медициною, заради цього інтересу вчений знову перебрався до Парижу з його багатими бібліотеками. Накопичивши достатньо грошей, він зміг собі дозволити займатись деякий час тим, чим хотів, і не турбуватись про своє матеріальне становище.
Свої заняття Сервет почав у ломбардській колегії університету, особливо цікавився анатомією, зустрічався з Андреасом Везалієм — відомим анатомом епохи Відродження, і за короткий час досяг таких успіхів, що знаменитий в той час професор Вінтер запропонував йому стати своїм асистентом. Через декілька років навчання в університеті Сервету було присуджено два наукових ступені — доктора медицини і магістра мистецтв. Найстаріші професори вітали свого молодого колегу. Вчений сподівається отримати незалежність і гадає, що матиме змогу читати лекції, займатись власними дослідженнями і писати.
Сервет став читати лекції з географії, математики й астрономії, але варто було йому відійти від встановлених традицій і висловити свої власні погляди з того чи іншого питання, як це викликало різке незадоволення університетської верхівки. Від науковця чекали покори і сподівались, що він полишить подібні вольності, у відповідь він написав уїдливий памфлет, у якому нападав на «невігласів у науці», називав їх «заразою світу». Паризький парламент висунув вимогу відібрати памфлет науковця, а від нього самого — публічно вибачитись за свій твір. Але Сервет не вибачився, і тому йому довелось покинути Париж.

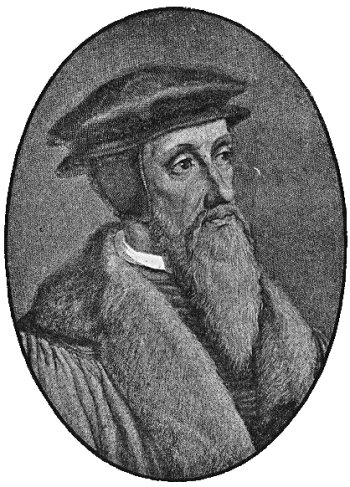
Жан Кальвін

Він жив у різних містах Франції, займаючись під чужим іменем лікарською практикою. Спочатку він оселився в Шальє. Після 1540 року він став особистим лікарем архієпископа П'єра Пальм'є у В'єнні. Листування із Жаном Кальвіном, яку Сервет вів протягом кількох років, виявила зрештою повну непогодженість їх в поглядах, і Кальвін зарахував Сервета до найзліших ворогів християнської релігії. Очевидно, Сервет і Кальвін були знайомі ще з юнацьких років. Вперше вони зустрілися в Парижі. Між ними одразу виникла сильна неприязнь, яка з часом ставала щораз більшою. Дванадцять років життя у В'єнні — це найщасливіший період його життя. Він зміг повністю присвятити себе науці та своїй науковій творчості. Десять із них були віддані роботі над твором «Відновлення християнства», в якому він продовжував розвивати ідеї свого юнацького трактату «Про хиби вчення про Трійцю». Він категорично заперечував вчення про Святу Трійцю, викривав протестантів, які виправдовували віру, що не була пов'язана з добрими справами. Але не оминув увагою Мігель Сервет і католиків. Папа Римський для нього був великим грішником, більшим ніж перша людина Адам, тому, що останній покараний тимчасово, тоді як папа буде вічно горіти в пеклі. Уривки зі свого твору Сервет відправив Кальвіну. Той розгнівався, прочитавши уривки з твору, в якому заперечувалась божественість багатьох християнських догматів, у які він свято вірив сам: те, що церква має право говорити від імені Бога тощо. Через підставних осіб Жан Кальвін відіслав донос ліонській інквізиції.
У квітні 1553 року Сервета заарештували й кинули в одиночну камеру міської в'язниці міста В'єнна, що була розташована на узвишші. Біля неї був сад, у якому можна було гуляти родовитим в'язням. Сад був обгороджений стіною, але навпроти неї знаходилась велика купа землі, а біля стіни проходила невеличка вуличка, що вела до Рони. А декілька дахів будівель цієї вулички знаходились зовсім близько від тюремної стіни. У ранці 7 квітня Сервет попросив у наглядача ключ від саду, той вирішив, що в'язню потрібно трохи прогулятись на свіжому повітрі тому він дав йому ключа. Сервет, дочекавшись коли вартовий піде собі, утік, перелізши через стіну.
Міська влада довго розшукувала його, а він тим часом переховувався у своїх друзів. Проте 17 червня 1553 суд над Мігелем Серветом все ж відбувся: лавка, на який мав сидіти підсудний, була порожньою, але вирок було винесено. Суд засудив іспанського «єретика» до спалення на повільному вогні, а доти було спалено лялькове зображення Сервета і п'ять тюків «Відновлення християнства».
У будь-якій католицькій країні його чекала кара, що була оголошена судом міста В'єнна. Він покинув Францію і направився до Італії, та по дорозі відвідав Женеву, де не було інквізиції. Але оскільки тут слово Кальвіна вважалося законом, Сервета невдовзі схопили та вкинули до в'язниці.
За наказом Кальвіна, у в'язниці з Серветом поводилися вкрай суворо. Проте, коли Сервета привели на суд, він заявив, що готовий змінити свої погляди, якщо Кальвін наведе переконливі аргументи зі Святого Письма. Але в Кальвіна таких аргументів не знайшлося.
Проходили місяці, а судді не могли зважитись винести смертний вирок, не бажаючи брати на себе таку відповідальність. Але Кальвін зміг нав'язати суду свою точку зору і згодом вирок було проголошено: спалення на повільному вогні. Кальвін, що власне підштовхнув суддів до винесення вироку, виступав за те, щоб «єретику» просто відрубали голову, проте суд не змінив вироку.
Рано вранці 1553 року на вулицях Женеви, що вели до міської в'язниці до пагорба Шампель, почали збиратись люди. Але із в'язниці засудженого вивели тільки десь біля полудня.
Пастор Фарель (релігійний фанатик) вмовляв Сервета зректися своїх переконань, щоб урятувати своє життя, але той на це не погодився.
Біля підніжжя пагорба зібрався натовп, не було тільки Жана Кальвіна, який, пославшись на стан здоров'я, залишився вдома. Сервета прив'язали до ганебного стовпа ланцюгами, а на сирі поліна кинули смолоскип і «Відновлення християнства». Таким чином проводилось повільне спалення засудженого, за легендою, якась жінка не витримала відчайдушних криків Сервета, і кинула у вогнище в'язанку сухого хмизу.

## Пам'ять

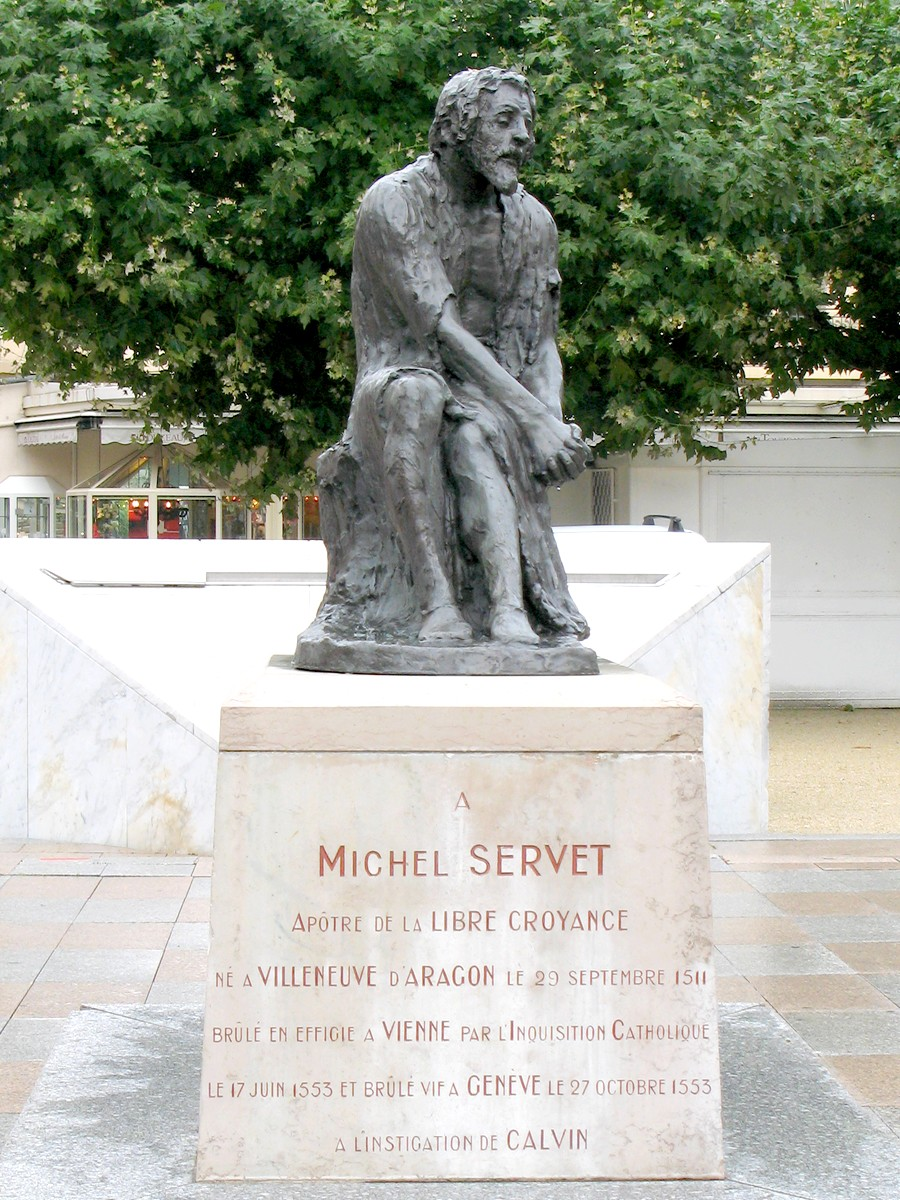
Пам'ятник Мігелю Сервету в Анмасі

- На тому місці, де згорів Сервет, у 1903 році, в Женеві протестанти поставили йому пам'ятник[9].
- На честь Сервета названо:
  - вулици в Женеві[10], Безансоні, Буржі, Діжоні, Ліллі, Ренні, Сент-Етьєні, Валенсі та Вільєрбані;
  - бульвари у Роман-сюр-Ізер та В'єні.
- У 1908 році Мігелю Сервету було зведено пам'ятник у французькому місті Анмас, що приблизно за 5 кілометрів від місця його страти. На пам'ятнику поміщено напис: «Мігель Сервет… географ, лікар, фізіолог, якому людство безмежно вдячне за його численні наукові відкриття, безкорисливу відданість хворим і вбогим, а також за те, що він жодного разу не пішов проти власного сумління і не зрікся своїх світлих ідей… Нікому не вдалось його зламати. Він віддав своє життя, ревно захищаючи правду»[7].
- Пам'ятники Сервету були поставлені ще в кількох французьких містах в тому числі й у В'єнні, й у його рідному іспанському містечку Вільянуева-де-Сіхена.
- У 1984 році державна лікарня Сарагоси змінила свою назву з Хосе Антоніо на Мігель Сервет. З 1999 року ця лікарня відома як Університетська лікарня Мігеля Сервета, на знак визнання її зв'язку з Університетом Сарагоси, який належав Сервету.[11]
- На його честь названо астероїд 9629 Сервет[12].

## У культурі
Театр: Сервет головний герой п'єси Альфонсо Састре «Кров і попіл» (1967).
Телебачення: Про вченого знято декілька фільмів, у тому числі іспанський телесеріал за мотивами п'єси Састре «Мігель Сервет: кров і попіл» (1988).
Опера: «Le procès de Michel Servet» (Процес Мігеля Сервета) (2011).